# Двадцять поглядів на немовля Ісуса
«Двадцять поглядів на немовля Ісуса» (фр. Vingt regards sur l'enfant-Jésus) — один з найвідоміших і найвиконуваніших творів Олів'є Мессіана. Твір був створений у Парижі, 1944 року для піаністки Івонни Ларіо — учениці Мессіана, що стала згодом його другою дружиною.
Кожна частина циклу становить собою в буквальному значенні медитацію на католицьку богословську тему, водно́час чергування образів ретельно продумане й драматично правильно вибудуване: безтурботний спокій змінюється напруженістю, млість — суворістю, та, у свою чергу, посмішкою. Композитор подає переднє слово, де стисло характеризує зміст кожної п'єси, а також (у деяких випадках) особливості її структури й використовуваних композиційних методів.
Мессіан відзначає, що на його твір вплинули тексти святих Томи Аквінського, Іван від Хреста і Терези Лізьєської. Незважаючи на всю складність і багатогранність «Двадцяти поглядів», цей твір виростає з дуже простого «будівельного матеріалу» — усього декількох тем, які, повторюючись і розвиваючись протягом циклу, відіграють роль лейтмотивів.
На думку В. Лютославського, Мессіан продовжує в цьому циклі піаністичні традиції Ф. Ліста. Зокрема, композитор писав:

| «Але в своїх чисто фортепіанних творах, як деяких з «Двадцять поглядів на немовля Ісуса», [Мессіан] є прямим наступником Ліста, це цілком очевидно. Є навіть такий твір з «Двадцяти поглядів», що аж людина дивується, що то Мессіан написав, а не Ліст. І це дуже гарно.» (сказане Вітольдом Лютославським 1 жовтня 1990 року "Студія" No. 9/1996) [1] |

## Назви частин
1. Regard du Père («Погляд Отця»)
2. Regard de l'étoile («Погляд зорі»)
3. L'échange («Обмін»)
4. Regard de la Vierge («Погляд Богородиці»)
5. Regard du Fils sur le Fils («Погляд Сина на Сина»)
6. Par Lui tout a été fait («Ним все створено»)
7. Regard de la Croix («Погляд Хреста»)
8. Regard des hauteurs («Погляд висот»)
9. Regard du temps («Погляд часу»)
10. Regard de l'Esprit de joie («Погляд Духу  ра́дості»)
11. Première communion de la Vierge («Перше причастя Богородиці»)
12. La parole toute puissante («Всемогутнє слово»)
13. Noël («Різдво»)
14. Regard des Anges («Погляд янголів»)
15. Le baiser de l'enfant-Jésus («Поцілунок немовля Ісуса»)
16. Regard des prophètes, des bergers et des Mages («Погляд пророків, пастухів та волхвів»)
17. Regard du silence («Погляд тиші»)
18. Regard de l'Onction terrible («Погляд благовісного миропомазання»)
19. Je dors, mais mon cœur veille («Я сплю, але моє серце все бачить»)
20. Regard de l'Église d'amour («Погляд церкви любові»)